# Cassis flammea
Cassis flammea (nomeada, em inglêsː flame helmet ou princess helmet;  em alemãoː Flammen-Helmschnecke; em português (POR)ː elmo-flamejante) é uma espécie de molusco gastrópode marinho predador pertencente à família Cassidae. Foi classificada por Carolus Linnaeus em 1758; descrita como Buccinum flammeum. É nativa do oeste do oceano Atlântico; da Flórida às Bermudas, e no mar do Caribe (Antilhas), incluindo o leste da Colômbia e Venezuela, no norte da América do Sul.

## Descrição da concha
Conchas grandes e pesadas, com pouco mais de 10 a 15.5 centímetros; sem perióstraco ou opérculo; ovaladas, esculpidas com projeções salientes, calosas, e com superfície de coloração alaranjada a castanho-avermelhada, com manchas de mais escuras a cinzentas. Espiral relativamente baixa e dotada de pequenos nódulos nas voltas abaixo dela. Escudo parietal caloso, oval, em forma de coração, de branco a creme-alaranjado. Lábio externo espesso e liso, com projeções internas semelhantes a dentes. Columela dotada de dentículos longos, como estrias. Com varizes de crescimento nas voltas de sua espiral. Canal sifonal curto, formando uma dobra sifonal.

## Habitat
Cassis flammea ocorre em águas rasas, entre 1 a 12 metros de profundidade, e em substrato arenoso com ervas marinhas.